# Stade de la Cavée verte
Le stade Charles-Argentin (anciennement stade de la Cavée verte) est un stade situé au Havre, en France.

## Histoire

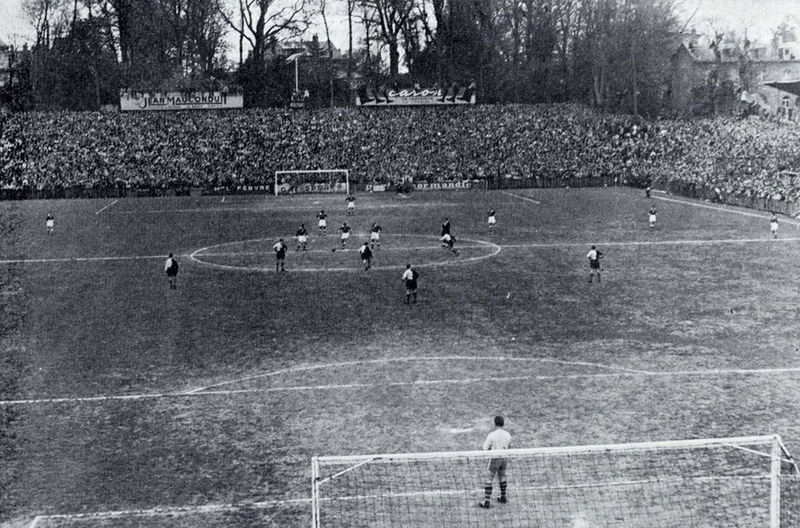
Stade de la Cavée Verte le Havre.

Le stade est acquis par le club du HAC en 1915. Il s'agit d'une parcelle de l'ancienne propriété Dollfus située rue de la Cavée Verte. Un stade destiné à remplacer le stade de Sanvic est construit. Il tire son nom de l'emplacement très boisé où il a été érigé.
Les Hacmen évoluent au stade de Sanvic jusqu'en 1918. Ce dernier stade sera utilisé en secours après 1914. Le stade de la Cavée verte est anciennement le stade principal du club français de football du Havre AC de 1918 à 1970, et après 1971, le HAC s'installant au stade Jules-Deschaseaux, La Cavée Verte devient alors le stade de l'équipe réserve du club.
Les derniers travaux furent effectués en 1918 en partie par des prisonniers de guerre allemands. On y installe notamment les anciennes tribunes de l'hippodrome du Hoc. Dans la foulée de ces travaux, la finale du championnat de France UFSFSA 1919 entre la HAC et l'Olympique de Marseille s'y tient le 11 mai.
Le 4 juin 1924, l'équipe de Hongrie bat 1-0 l'équipe de France lors d'un match amical à la Cavée Verte devant 6000 spectateurs.
En 1928, c'est l'équipe d'Uruguay en phase de préparation pour les Jeux olympiques qui se produit à la Cavée Verte. Elle s'y imposa 6-0 puis 7-1 face au HAC.
À l'occasion d'un derby HAC - FC Rouen le 20 novembre 1932, un incendie détruit le stade le lendemain de la défaite 6-1. Il se déclare à 4 heures du matin ; les pompiers sont prévenus immédiatement par le concierge.
« Les trois tribunes principales, d'une construction toute moderne, ont été la proie des flammes. La tribune du centre, construite en bois, et qui comportait le vestiaire des visiteurs, la salle de culture physique et la salle de ping-pong n'est plus qu'un amas de cendres. Les deux autres tribunes en ciment, couvertes en bois, devront également être reconstruites ». Les dégâts sont estimés à 500 000 francs de l'époque. Le stade est vite reconstruit pour les débuts professionnels du club en 1933.
Le 11 novembre 1933, la rencontre entre le FC Rouen et Le Havre AC (HAC) attire 16 040 spectateurs payants. Le 18 octobre 1936, le HAC rencontre son voisin normand le Stade Malherbe Caen devant 10 000 spectateurs.
Le 23 avril 1950, le record d'affluence est atteint avec 24 961 payants à l'occasion d'un match HAC - Nîmes.
Le match[Lequel ?] est arrêté après quelques minutes de jeu car des spectateurs sont tombés sur le terrain du fait de la trop forte affluence. Plusieurs blessés sont envoyés vers l'hôpital.
L'une des tribunes du stade est en fait une simple butte de terre. Cette dernière s'effondre en partie à la suite d'un glissement de terrain lors d'un match HAC - Lille OSC en 1952-1953. Le tableau d'affichage s'écroule.

### Équipe de France de football
| Date        | Match            | Score | Compétition  | Affluence |
| ----------- | ---------------- | ----- | ------------ | --------- |
| 4 juin 1924 | France - Hongrie | 0-1   | Match amical | 6 000     |